# Stenoscinis
Stenoscinis is een vliegengeslacht uit de familie van de halmvliegen (Chloropidae).

## Soorten
- S. adachiae Sabrosky, 1961
- S. longipes (Loew, 1863)